# José Gregorio Suárez
José Gregorio Suárez Moreira (Montevideo, ca. 1813 - Ib., 7 de diciembre de 1879) fue un militar y caudillo del Partido Colorado con larga trayectoria en el siglo XIX.
Fue apodado usualmente como el "Goyo Jeta", y por sus opositores como el "Goyo Sangre".
En 1853 fundó la localidad de San Gregorio de Polanco.

## Primeros años
No hay consenso sobre la fecha de nacimiento de Suárez. Su primer biógrafo, Luis Revuelta, fijó el día el 22 de abril de 1811 en Tres Cruces, Montevideo. Pero en vida, Suárez afirmó en una declaración jurada que habría nacido en el 1813.
Hijo de los argentinos Demesia Moreira y José Suárez, segundo marido de Demesia. Huérfano de padre, fue criado por su madre. Fue empleado durante este tiempo en una casa de comercio.
Tiempo después, un joven Suárez comenzó a ganarse la vida tropeando ganado en la campaña. Con el dinero ahorrado estableció una pulpería en el actual departamento de Tacuarembó, cerca del límite con el ahora departamento de Paysandú.

## La Guerra Grande
En 1839, cuando en Uruguay transcurría el conflicto militar de la Guerra Grande (1839-1851 en Uruguay), las fuerzas invasores del argentino Pascual Echagüe, que eran apoyadas por Juan Antonio Lavalleja y los partidarios de la divisa blanca, arrasan las propiedades y el negocio de Suárez y es tomado prisionero. 
Además, según Suárez, en este conflicto su madre fue asesinada por tropas blancas al ser encerrada en su rancho y prendida fuego. 
Estos hechos parecen haber determinado su férrea aversión al Partido Blanco y a los federales, y su futura adhesión al Partido Colorado.
Pudo librarse de sus captores, y fue a tomar parte de las fuerzas nacionales movilizadas en Paysandú del caudillo colorado y presidente del Uruguay, Fructuoso Rivera.
Tomó parte de la campaña militar en Entre Ríos, participando en la batalla de Arroyo Grande (1842) que significó una dura derrota para Rivera. Vuelto al Uruguay, se incorporó como capitán a principios de 1843 y participó en operaciones militares en Cerro Largo al año siguiente. 
Luchó en la batalla de India Muerta (1845), tras la dura derrota se refugia en Brasil. Pero al poco tiempo vuelve a la lucha. Para diciembre en 1844 se sabía en Montevideo del éxito parcial obtenido muy cerca de la frontera de Tacuarembó "por una fuerza nacional al mayor de un mayor, Gregorio Suárez, a quien llaman Goyo".

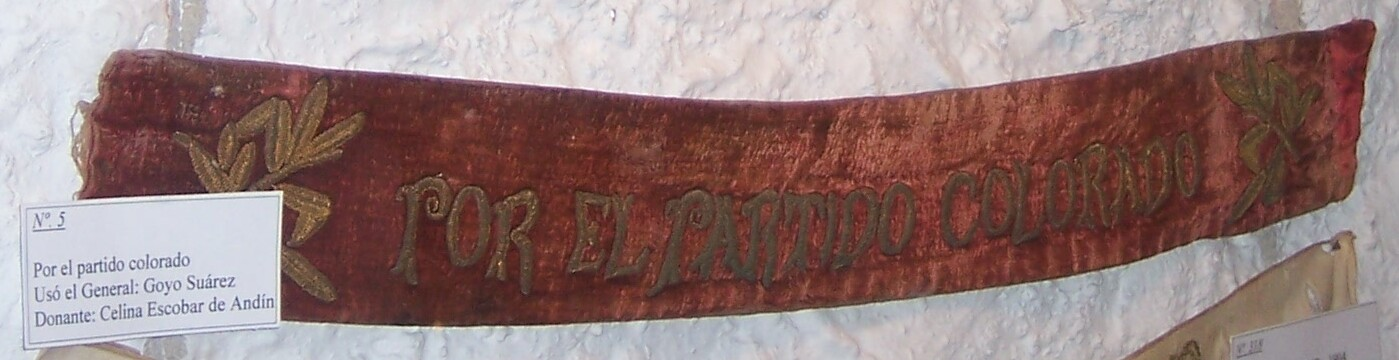
Divisa colorada utilizada por José Gregorio Suárez.

Adquirió prestigio de caudillo y militar corajudo y hábil, para el 27 de octubre era Teniente coronel de Guardias Nacionales.
En septiembre de 1851, se reunió con un plantel de hombres de caballería a sus órdenes a las fuerzas de David Canabarro, vanguardia del Brasil. 
Finalizada la Guerra Grande, por la llamada "Paz de octubre" del 8 de octubre de 1851, Suárez retomó las tareas de campo y actividades civiles, incluso trabajando como maestro de escuela. 
Consiguió la autorización necesaria de la Junta económica-administrativa de Tacuarembó para fundar el 16 de noviembre de 1853 el poblado de San Gregorio de Polanco, en la margen del Río Negro, sobre el denominado "Paso de Polanco". 

## Ascenso de su carrera militar

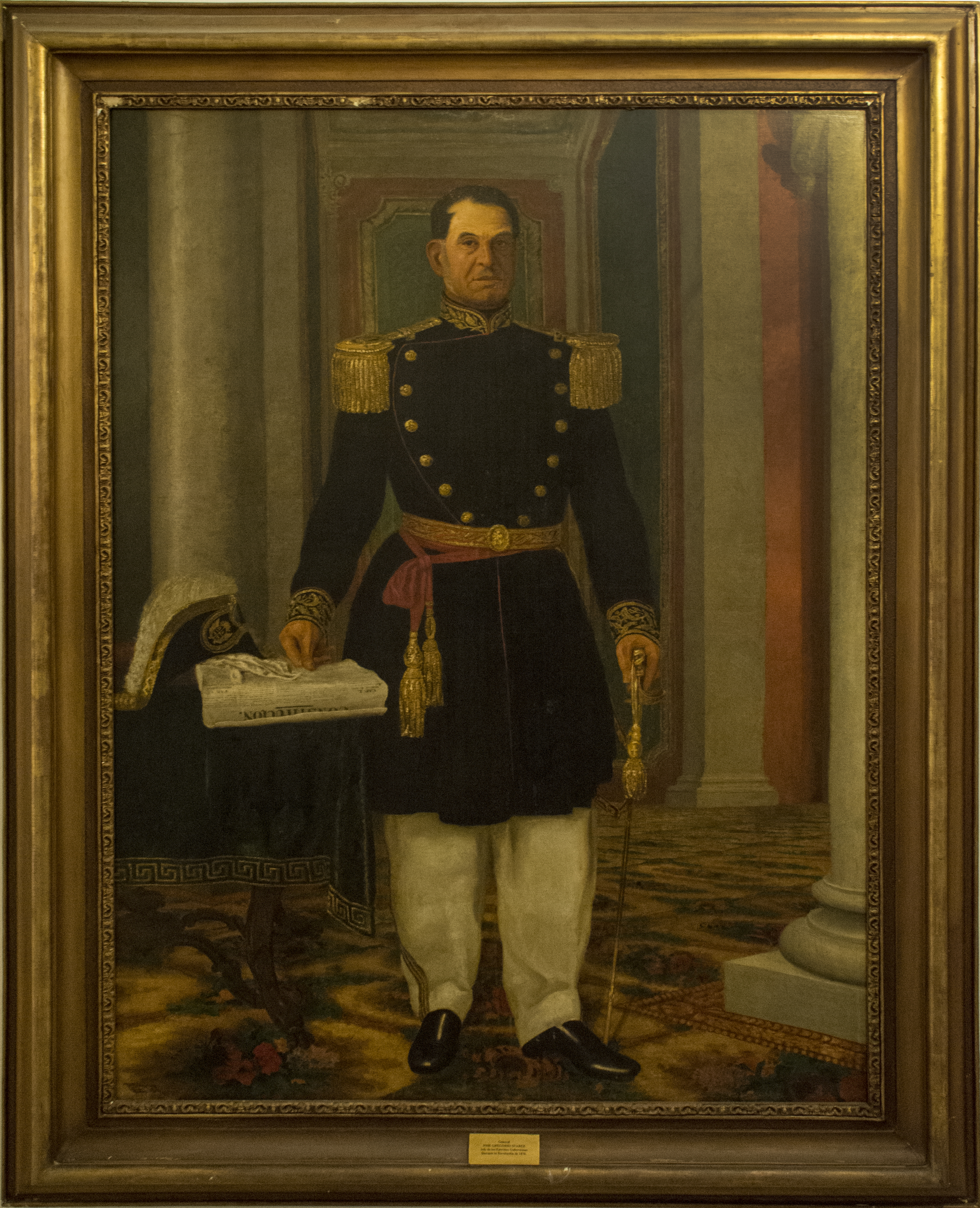
Retrato de José Gregorio Suárez.

En 1854 Flores lo designó jefe político interino de Tacuarembó pero, en 1857, bajo la administración de Gabriel Antonio Pereira, fue acusado de fraude electoral y debió refugiarse nuevamente en Brasil. 
En 1858 unió sus tropas a las de Trifón Ordóñez y Eufrasio Bálsamo y se sumó a la revolución de los “Conservadores” colorados liderados por César Díaz aunque, luego de la Hecatombe de Quinteros, debió volver al exilio.
Pese a que nunca perdonó a Flores el que se haya mantenido al margen de esa intentona, se alzó con él en la Cruzada Libertadora de 1863 contra el gobierno de Bernardo Berro. Chocó con el caudillo blanco Timoteo Aparicio en la Batalla de Pedernal y sostuvo, según es fama, un encuentro personal a lanza con este, en el cual estuvo herido de gravedad. Estuvo unos meses en el Brasil recuperándose, y se reincorporó a los sublevados poco antes del sitio de Paysandú, en el que, según él mismo reconociera, dio la orden de fusilar a Leandro Gómez y sus colaboradores más cercanos, lo que motivó la ira de Flores y del barón de Tamandaré. Tras el triunfo de Flores, fue ascendido a general el 14 de junio de 1865. Integró las tropas orientales que pelearon la guerra de la Triple Alianza contra Paraguay, se destacó en la batalla de Estero Bellaco y, enfermo de paludismo, regresó a Uruguay en 1866.

## Aspiraciones políticas y logros militares

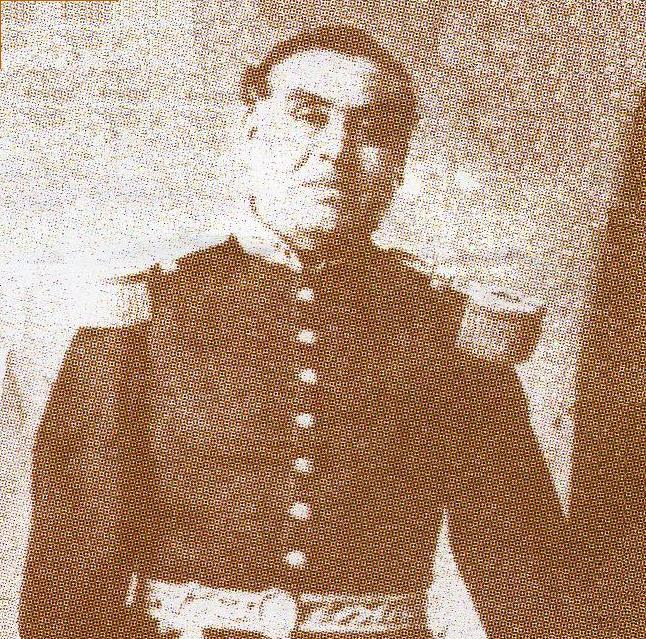
Fotografía de José Gregorio Suárez, hacia la segunda mitad del.

Convertido en personaje de influencia política, aspiró a la Presidencia de la República y se convirtió en feroz enemigo de Flores. Se le acusó de ser el responsable intelectual de la Conspiración de la Mina (1867), intento de matar a Flores, y este le dio Montevideo como cárcel y le hizo vigilar.
El 30 de junio de 1867 la policía descubrió un túnel que, partiendo de una casa vecina al Fuerte (la sede del gobierno), terminaba exactamente debajo del despacho en el que trabajaba el gobernador provisorio Venancio Flores. Allí se habían colocados dos barriles de pólvora que, de haber explotado, hubieran seguramente costado la vida al caudillo. Los autores de la obra eran dos ingenieros austríacos de apellido Neumayer, quienes dijeron que habían sido contratados para realizarla —ignorando por supuesto el propósito— por un notorio militar colorado, Eduardo Bertrand, personaje de la mayor confianza del general Gregorio Suárez. Se trataba, indudablemente, de un atentado contra la vida de Flores, quien en ese momento estaba fuertemente enemistado con el “Goyo Jeta” por haber negado apoyo a su pretendida candidatura presidencial. Bertrand logró escapar a Buenos Aires, pero Suárez y sus principales subalternos (Lucas Bergara, Márquez, Torres, etcétera) fueron detenidos como sospechosos. Sometidos a juez, éste los puso en libertad por falta de pruebas. La única medida que adoptó Flores fue contra Suárez, y muy discreta: le prohibió salir de Montevideo. Dado lo que acontecería después, el antecedente cobró una trascendencia inesperada.

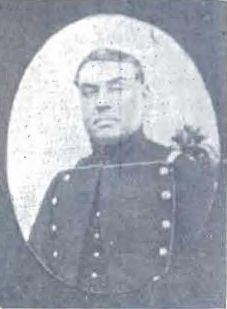
José Gregorio Suárez hacia 1865.

Según el historiador colorado José María Fernández Saldaña, preparaba un movimiento armado contra Flores cuando el 19 de febrero de 1868 se registró el fracasado intento de los blancos por tomar el poder, que costó la vida a Flores y a Bernardo Berro. Si bien la opinión predominante en ese momento fue que el asesinato de Flores fue obra de los blancos, la familia del caudillo y, en particular, su viuda, atribuyeron el crimen a Suárez.
En 1868 perdió la presidencia de la República en el parlamento ante Lorenzo Batlle apenas por un voto, y el 2 de marzo fue nombrado ministro de Guerra y Marina. Se negó a reprimir el alzamiento del caudillo colorado Francisco Caraballo, con el que llegó a confraternizar, pero en cambio combatió con singular firmeza la Revolución de las Lanzas (1870–1872) de su antiguo enemigo Timoteo Aparicio, como comandante del Ejército del sur. Luchó en la batalla de Paso Severino y protagonizó una espectacular retirada cuando fue rodeado por las fuerzas enemigas en Maldonado (la “retirada de la sierra”, 22 de diciembre de 1870). Triunfó en la batalla del Sauce —culminada con el degüello de los prisioneros, hecho denunciado por su propio secretario, Carlos María Ramírez, que lo llamó “Goyo Sangre”— y persiguió a los revolucionarios después de la derrota de éstos en la batalla de Manantiales.

## Enemistad con Lorenzo Latorre y su fallecimiento
Apoyó inicialmente el golpe militar de enero de 1875 (comienzos del Militarismo), pero el hombre fuerte de la hora, Lorenzo Latorre, desconfiaba de él y lo aisló totalmente, al tiempo que hacía asesinar meticulosamente a sus principales colaboradores (Lucas Bergara, Fermín Bertrán y Felipe Fresnesdoso, entre otros). Falleció abruptamente el 7 de diciembre de 1879 en su domicilio, y se comentó ampliamente en ese tiempo que Latorre lo había hecho asesinar. Fue Suárez un hombre de recia complexión, de rostro ancho y picado de viruela, con una boca grande y de labios gruesos que generó su apodo de “Goyo Jeta”.